# León Carbonero
León Carbonero y García-Arisco (Villatobas, 1812-Madrid, 4 de marzo de 1902), luego León Carbonero y Sol, fue un escritor y periodista español, padre de los también escritores León María Carbonero y Sol y Merás y Manuel Carbonero y Sol y Merás. Por concesión pontificia tuvo el título de conde de Sol.

## Biografía
Nacido en la localidad toledana de Villatobas, comenzó sus estudios en Colmenar de Oreja y Ocaña y en 1828 ingresó en el colegio de los jesuitas. Luego se licenció en derecho por las Universidades de Sevilla en 1837 y Toledo en 1839. Posteriormente obtuvo el título del filosofía y letras, siendo catedrático de lengua árabe en la universidad de Toledo, donde tuvo como alumno al futuro arabista y jurisconsulto José Moreno Nieto. En 1863 fue nombrado decano de la Facultad de Sevilla, donde realizó importantes trabajos. Consiguió cargos en la administración de justicia y ejerció como abogado, actuando con relevancia en la defensa de Juan Manuel Tellería. En 1842 comenzó su trabajo periodístico como redactor de la revista ultracatólica La Cruz, desde la que reclamó los derechos de la Iglesia en materia educativa, y en 1849 fue director de La Crónica y El Conciliador, además de realizar colaboraciones en El Mosaico y El Jurisconsulto (1861-1862).
Al iniciarse la revolución de 1868, denunció la quema y destrucción de conventos en Sevilla, y las manifestaciones anticatólicas de la Junta Provincial Revolucionaria de la ciudad. Participó de manera especial en la creación de la Universidad Católica de Sevilla, y estuvo impartiendo docencia en los Estudios Católicos de Madrid. En octubre de 1868 se trasladó a esta ciudad con su familia, solicitando un permiso por motivos de salud. Sin embargo, cuando el Ministerio de Fomento le ordenó volver a la docencia tres meses después, el profesor Carbonero no lo hizo y se le formó un expediente, con lo que quedó la cátedra de árabe vacante. 
Militante de la Comunión Católico-Monárquica, en 1871 fue elegido senador por la provincia de Barcelona. Formó parte de la junta directiva de la Asociación de católicos fundada por el conde de Orgaz. En 1879 fue presidente del Consejo superior de la juventud católica y luego vocal de la Unión Católica.
Socio de la Real Academia de Jurisprudencia y Legislación de Madrid en 1837, y de la de Arqueología en 1843, fue también caballero de varias órdenes, entre ellas la de San Juan de Jerusalén y la del Santo Sepulcro, y fue distinguido con el título honorífico de Conde de Sol en 1870 por la Santa Sede.
Tradujo varias obras de Santo Tomás de Aquino, entre ellas el De regimine principum, tan importante por sus connotaciones políticas, y también elaboró un útil compendio e índice de las decretales. Destacó como escritor. Su traducción de Cánticos orientales e imitaciones bíblicas en 1873 le valió los elogios del poeta postromántico Larmig. Poseía una rica colección de monedas de inestimable valor, y otra de 4000 autógrafos. Fue un católico intransigente y también un antisemita furibundo, escribiendo en una ocasión al respecto:

Sobre los judíos no extrañamos en verdad que en esta época en que la España parece un cadáver en putrefacción, salgan a la luz pública esos gusanos hediondos, esa raza maldita, que por más que se afane, no podrá borrar de su frente el execrable anatema que la redujo a vivir errante, sin templo, sin ministros, sin patria, ni hogar y siempre perseguida, y siempre odiada donde quiera que ponga su planta inmunda. (La Cruz, noviembre de 1854).

## Obra
- Sobre la elección, cualidades y política de los ministros, 1837.
- Colección de autores españoles, 1840.
- Extracto alfabético de cuanto contienen todos los tomos de Decretos, 1843.
- Legislación española vigente, 1843.
- Sevilla religiosa, 1854.
- Biografía del ilustre sevillano el Emmo. Cardenal Wiseman, 1865.
- Cánticos orientales e imitaciones bíblicas, 1873.
- Centenario de Buenaventura, 1874.
- Homenaje a santa Teresa de Jesús, 1882.
- Crónica del primer Congreso Católico Nacional español, 1889.
- Crónica del congreso antimasónico internacional celebrado en Trento, 1891.
- Traducción de la Summa teológica de Santo Tomás de Aquino, 1861.
- Obra de teatro Gonzalo de Córdoba, 1841.